# Mirosław Suski
Mirosław Suski (ur. 4 września 1963 we Włocławku) – polski urzędnik państwowy i prawnik, radca prawny, od 2023 członek Państwowej Komisji Wyborczej.

## Życiorys
Syn pracowników administracyjnych Władysława i Genowefy. W 1985 ukończył technikum samochodowe we Włocławku, następnie do 1987 pracował w dziale zaopatrzenia PKS Włocławek. W latach 1987–1992 studiował prawo i prawo kanoniczne na Katolickim Uniwersytecie Lubelskim. Kształcił się podyplomowo w zakresie administracji i zarządzania w Wyższej Szkole Pedagogicznej w Bydgoszczy (1998) oraz na kursie prawa europejskiego na Uniwersytecie Mikołaja Kopernika w Toruniu (2003). W 2002 uzyskał uprawnienia radcy prawnego.
Od 1992 zatrudniony w Urzędzie Wojewódzkim we Włocławku, później we włocławskiej delegaturze Kujawsko-Pomorskiego Urzędu Wojewódzkiego w Bydgoszczy. Obejmował stanowiska inspektora, radcy prawnego i dyrektora wydziału, zajmując się m.in. nadzorem nad samorządem i procesem akcesji do Unii Europejskiej. W latach 2006–2016 kierował delegaturą Urzędu Wojewódzkiego. W 2016 objął stanowisko dyrektora generalnego Urzędu Wojewódzkiego w Łodzi.
W 2023 został zgłoszony przez klub parlamentarny Prawa i Sprawiedliwości na członka Państwowej Komisji Wyborczej. Sejm X kadencji wybrał go na to stanowisko 21 grudnia 2023.
Żonaty z Hanną, ma dwie córki Wiktorię i Zuzannę.